# Wapen van Tienen

Het wapen van Tienen (sinds 1995).

Het Wapen van Tienen is het heraldisch wapen van de Vlaams-Brabantse stad Tienen. Het eerste gemeentewapen werd op 25 maart 1813 toegekend. Op 15 januari 1841 werd een nieuw gemeentewapen toegekend, dat ten slotte op 4 januari 1995 werd herbevestigd.

## Geschiedenis

Het wapen van Tienen (1813-1841).

Het huidige gemeentewapen is gebaseerd op zegels van de stad Tienen uit de late 14e eeuw, die twee schapen als schildhouders van een schild in lazuur doorsneden met een dwarsbalk van zilver toonde. Het Agnus Dei (Lam Gods) werd al in de 12e eeuw op Tiense munten teruggevonden. Op zegels uit de 13e eeuw is voor het eerst het schild te zien.
Het eerste gemeentewapen, toegekend in de napoleontische tijd, bestond reeds uit een schild in lazuur met een dwarsbalk van zilver en in een vrijkwartier van azuur een Romeinse letter N van goud waarboven een ster van hetzelfde, hetgeen verwees naar de status van Tienen als stad van tweede klasse in het Keizerrijk.

## Blazoenering
Het wapen heeft de volgende blazoenering:
In lazuur een dwarsbalk van zilver. Schildhouders: twee schapen van zilver, houdende elk een banier met het wapen van het schild, met schacht van goud en kwast van zilver. Het geheel geplaatst op een grasgrond.— Ministerieel Besluit van 4 januari 1995.